# Let the Light In
«Let the Light In» — песня, записанная американской певицей Ланой Дель Рей для её девятого студийного альбома Did You Know That There’s a Tunnel Under Ocean Blvd (2023) вместе с фолк-музыкантом Father John Misty. Песня была написана и спродюсирована Дель Рей и Джеком Антоноффом, а также соавтором Сэмом Дью. Песня была выпущена 24 марта 2023 года на лейблах Interscope Records и Polydor Records в качестве двенадцатого трека альбома.

## История
В прошлом Дель Рей неоднократно сотрудничала с фолк-музыкантом Father John Misty, в частности, он снялся в клипе на песню Дель Рей «Freak». Дель Рей приняла участие в альбоме Father John Misty Chloë and the Next 20th Century, где она исполнила песню «Buddy’s Rendezvous». Песня была выпущена на стриминговых платформах 24 марта 2023 года, одновременно с выходом альбома.

## Отзывы
Рецензент PopMatters сказал о песне: «Две песни спустя, после ещё одной затянутой и длинной песни о грантах, выходит „Let the Light In“, явное повторение темы. Это прекрасно гармонизированный дуэт с фолк-музыкантом Father John Misty, основанный на лучшей аккордовой структуре альбома — великолепная песня. К этому моменту свет проникает во все уголки альбома, и в „Let the Light In“ свет пытается пронести любовь сквозь трещины». Тем временем Clash сказал о песне: «Гораздо более сильный дуэт можно найти в „Let the Light In“, её задумчивые кантри-пейзажи дополнены камео Father John Misty, подходящим фоном для голоса Ланы в этом бурлящем салюте Бейкерсфилдскому звуку».

## Чарты
| Чарт (2023—2024)                             | Высшая позиция |
| -------------------------------------------- | -------------- |
| Новая Зеландия (RMNZ)                        | 14             |
| США (Billboard Hot Rock & Alternative Songs) | 23             |

## Сертификации
| Регион                                                                      | Сертификация | Продажи |
| --------------------------------------------------------------------------- | ------------ | ------- |
| Канада (Music Canada)                                                       | Золотой      | 40 000  |
| Великобритания (BPI)                                                        | Серебряный   | 200 000 |
| Данные о продажах + прослушиваниях приведены только на основе сертификации. |              |         |